# Sabal uresana
Sabal uresana là loài thực vật có hoa thuộc họ Arecaceae. Loài này được Trel. miêu tả khoa học đầu tiên năm 1900.

## Hình ảnh

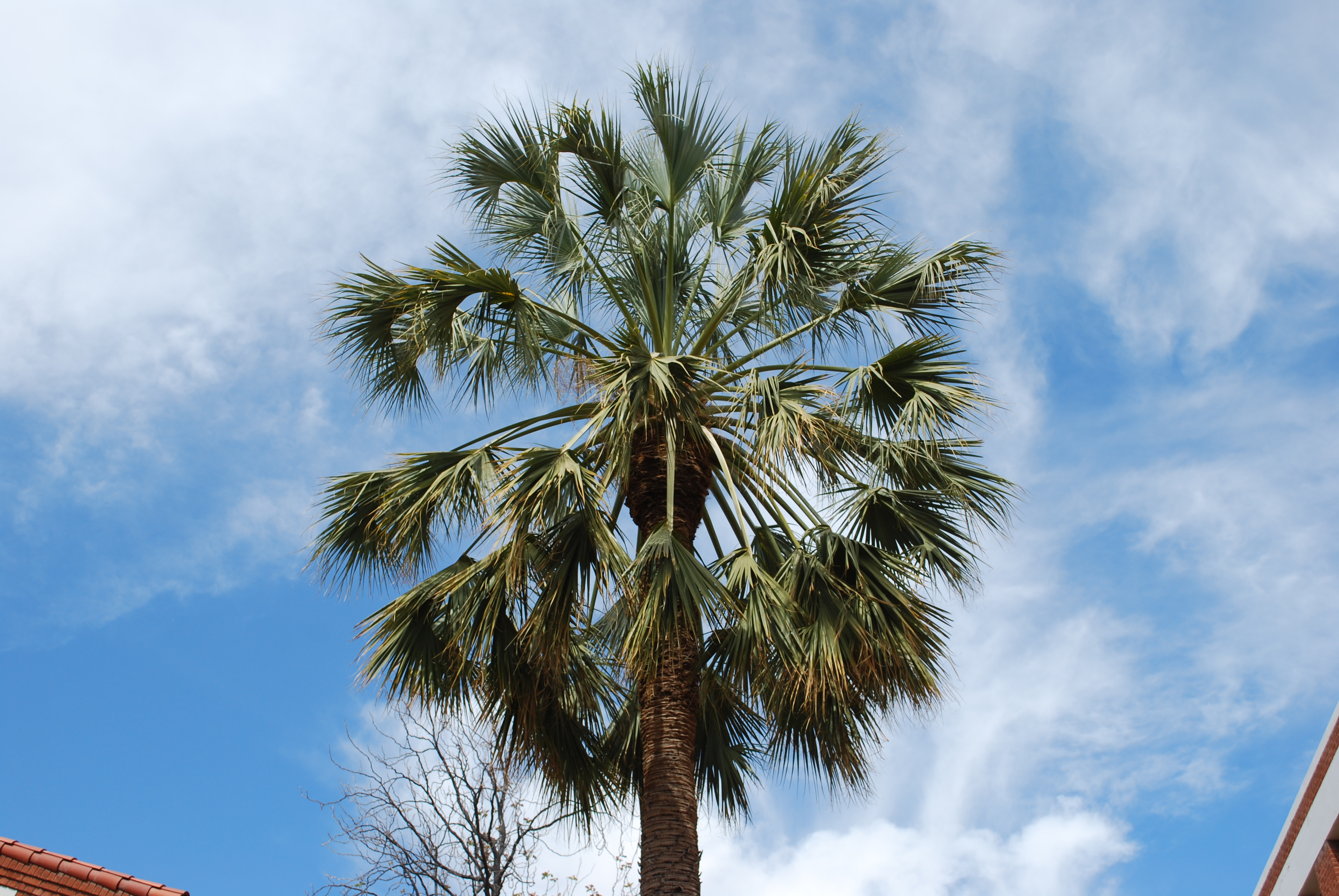
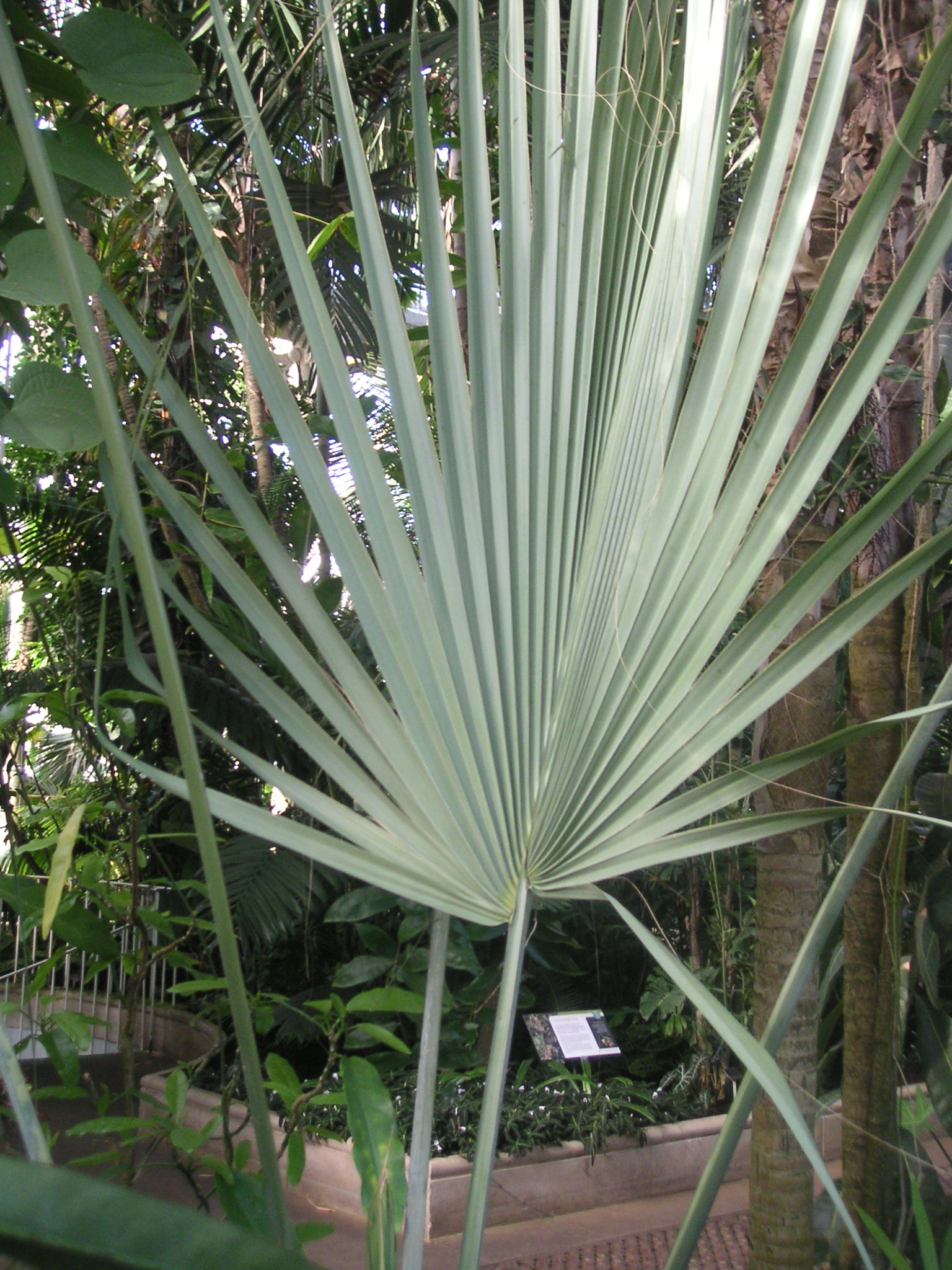